# Louis Trousselier
Louis Trousselier (29. června 1881 – 24. dubna 1939) byl francouzský cyklista.
V roce 1905 vyhrál třetí ročník cyklistické Tour de France, a to i přes obvinění, že v jedné z kontrolních stanic rozbil psací soupravu, aby se jeho soupeři nemohli zapsat. V tomtéž roce dokázal vyhrát i závod Paříž - Roubaix, dlouhý 268 km průměrnou rychlostí 33,206 km/h, a závod Bruxelles-Roubaix. Během své kariéry získal na Tour de France celkem 13 etapových vavřínů. V roce 1908 vyhrál závod Bordeaux-Paris.